# Caz (gramatică)
În unele limbi flexionare și în cele aglutinante, cazul [termen provenind din cel latinesc casus „cădere”, traducere a termenului grecesc πτῶσις (ptôsis)] este o categorie gramaticală caracteristică părților de vorbire nominale (substantivul, articolul, adjectivul, pronumele, numeralul), unul din mijloacele morfologice prin care se exprimă funcțiile sintactice ale acestora în cadrul propoziției. Schimbarea formelor unui cuvânt în funcție de caz este numită declinare.
Limbile diferă foarte mult din punctul de vedere al cazurilor. Înainte de toate, ele se împart în limbi care posedă această categorie gramaticală și limbi care nu o posedă, iar cele care o posedă diferă prin numărul cazurilor. Prin natura lor, nu dispun de cazuri limbile izolante, precum chineza, în care cuvintele au o singură formă, indiferent de funcția lor sintactică, dar sunt și limbi care au avut cazuri într-un anumit stadiu al evoluției lor și nu mai au.

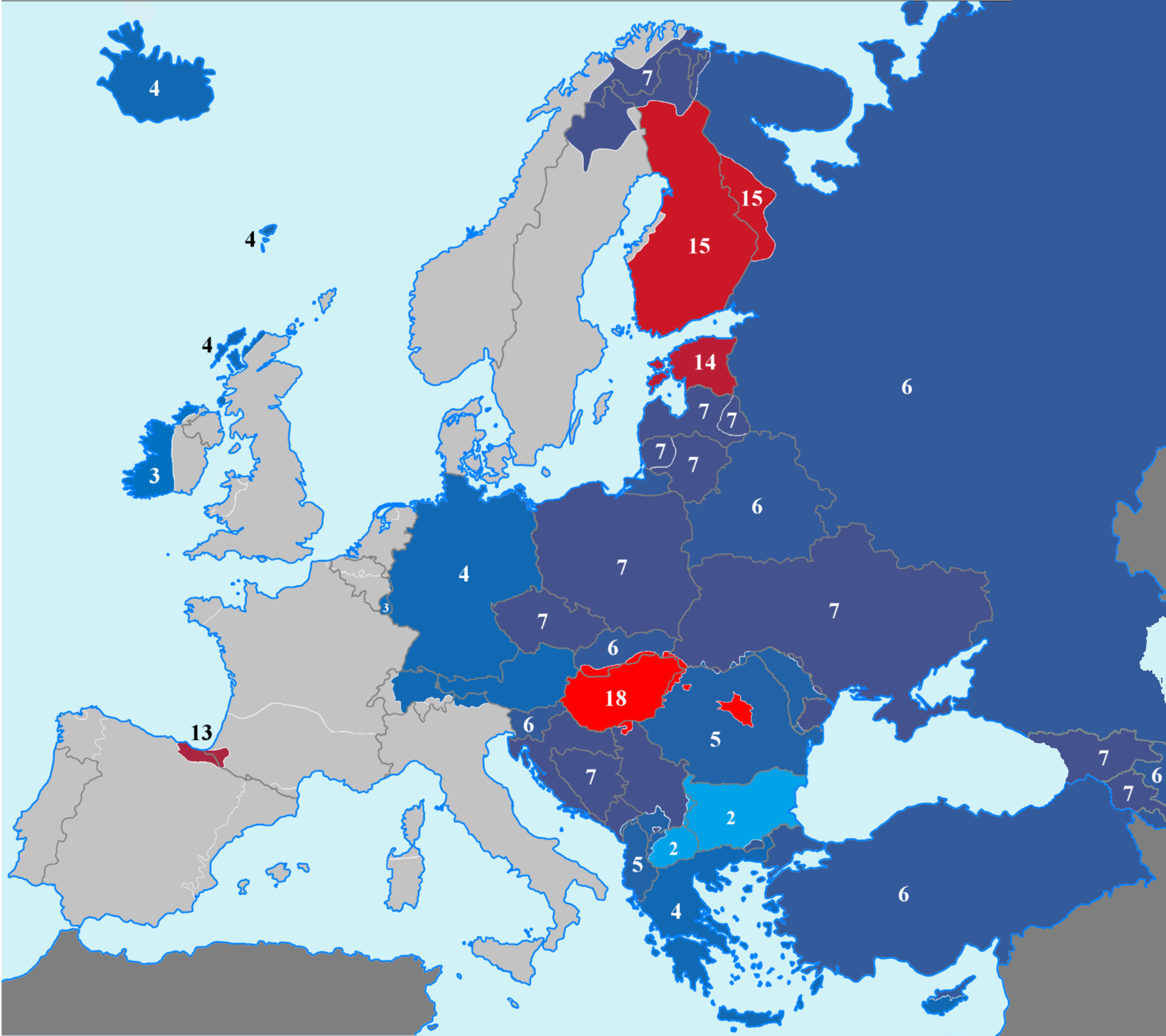
Numărul de cazuri în limbile europene. Limbile din ariile de culoare gri nu au categoria cazului.

Prin metode ale lingvisticii comparative s-a ajuns la concluzia că a existat o limbă proto-indo-europeană, flexionară, care avea opt cazuri (nominativ, vocativ, acuzativ, genitiv, dativ, ablativ, locativ și instrumental). Numărul acestora a scăzut în măsuri diferite în cursul evoluției la limbile indoeuropene vechi, apoi la cele moderne, prin fenomenul numit sincretism al cazurilor. Astfel, în limba latină, de exemplu, ablativul, locativul și instrumentalul s-au reunit în cazul numit ablativ. În schimb, în gramaticile unor limbi slave actuale, precum cele din diasistemul slav de centru-sud, se iau în seamă șapte cazuri, lipsind numai ablativul.
Dintre urmașele latinei, limba română a moștenit, conform gramaticilor tradiționale ale acestei limbi, cinci cazuri, franceza a avut într-o epocă veche a sa două și a rămas până la urmă numai cu câteva vestigii ale lor limitate la pronumele personal, la fel ca și celelalte limbi romanice de vest. În limba engleză există de asemenea numai vestigii ale cazurilor la pronumele personal și la unele substantive.
În măsura în care, în limbile indo-europene a scăzut rolul cazurilor în exprimarea funcțiilor sintactice, a crescut cel al contextului, prin locul cuvintelor, și rolul prepozițiilor.
Limbile aglutinante diferă de asemenea între ele în privința numărului de cazuri. De exemplu, gramaticile limbii turce iau în seamă șase cazuri, cele ale limbii finlandeze 15 sau 16, cele ale limbii maghiare 18 sau 19.
Unii lingviști consideră că folosirea termenului „caz” este justificată numai dacă funcția sintactică este exprimată printr-o formă specifică a cuvântului, dată de regulă de o desinență specifică. Este cazul limbii maghiare, de exemplu, în care fiecare caz are desinența sa aparte, 17 desinențe fiind efective, iar nominativul fiind considerat a avea desinența zero. Al 19-lea caz, luat în seamă de unii și contestat de alții, are desinența comună cu alt caz. Totuși, în gramaticile limbilor în care numai unele funcții sintactice sunt exprimate prin desinențe, se numesc cazuri și formele care exprimă mai multe funcții cu aceeași desinență, inclusiv când aceasta este nulă. Este cazul în gramaticile limbii române, de exemplu, în care, din cele cinci cazuri considerate se disting prin forme numai trei, nici acestea în cazul tuturor cuvintelor. De aceea se vorbește uneori despre cazurile nominativ-acuzativ, genitiv-dativ și vocativ, cele care nu se deosebesc prin formă distingându-se prin funcția sintactică. Tot după criteriul funcției sintactice se folosește termenul „caz” în gramatici tradiționale ale limbii engleze.

## Clasificări ale cazurilor
În ciuda numeroaselor încercări de clasificare a cazurilor, încă din Antichitate, nici până azi nu există o clasificre semantică satisfăcătoare.
În mod tradițional, cazurile sunt împărțite în două categorii. Din una face parte, după unii autori, numai nominativul, numit caz direct, iar din cealaltă – toate celelalte, numite cazuri oblice. După alți autori, și acuzativul este un caz direct.
Gruparea într-o categorie a nominativului, a acuzativului, iar în alta a celorlalte cazuri, în afară de vocativ, se bazează pe faptul că primele nu au funcții semantice specifice, pe când celelalte au asemenea funcții, mai ales de a exprima complemente circumstanțiale, de aceea pentru primele se găsește denumirea de „cazuri sintactice”, iar pentru cele din urmă – cea de „cazuri semantice”. Primele se mai numesc și „cazuri gramaticale”, iar cele din a doua categorie – „cazuri concrete”. Sunt și autori care includ și cazul dativ printre cele sintactice.
Altă clasificare este cea în cazuri independente (nominativul și vocativul) și cazuri dependente, toate celelalte. Prin dependență se înțelege subordonarea cuvântului care stă într-un asemenea caz unui alt cuvânt.
Se mai întâlnesc și termenii „caz adnominal”, dat genitivului, pentru că depinde de un nume (substantiv) și „caz prepozițional”, adică construit cu o prepoziție specifică, cum pot fi genitivul, dativul și acuzativul în română.

## Caracterul desinențelor cazuale
Una din diferențele dintre limbile flexionare și cele aglutinante este că în primele, desinența cazuală exprimă nu numai cazul, ci totodată și genul și numărul cuvintelor. De exemplu, în cuvântul rusesc домов (domov) „(al/a/ai/ale) caselor”, desinența -ov indică în același timp genul masculin, numărul plural și cazul genitiv. În schimb, în limbile aglutinante, categoriile gramaticale ale părților de vorbire nominale sunt exprimate de sufixe diferite, bine delimitate unul de altul, dintre care numai ultimul poate fi desinență cazuală. De pildă, în maghiară, care nu posedă categoria genului gramatical, cuvântul házasságaimról „despre căsătoriile mele” este format din rădăcina ház „casă”, urmată de două sufixe lexicale, apoi de trei sufixe gramaticale: sufixul de plural al obiectului posedat -ai, sufixul personal posesiv de persoana I singular -m și desinența cazului ablativ -ról.
În unele limbi, desinențele cazuale pot diferi și în funcție de trăsături ale cuvântului precum caracterul definit sau nedefinit, ori în funcție de faptul că denumește un animat sau un inanimat. Astfel, în limbile din diasistemul slav de centru-sud, majoritatea adjectivelor au două serii de desinențe cazuale, una când sunt substantivate, și în această situație sunt definite, și alta când sunt în funcție de atribut sau de nume predicativ, atunci fiind nedefinite. În secvența sr  Videsmo tu dva čoveka, jedan je bio siromašan, a drugi – bogat; siromašni je ćutao, dok je bogati mnogo pričao „Văzurăm aici doi oameni, unul era sărac, iar celălalt – bogat; săracul (sau cel sărac) tăcea, în timp ce bogatul (sau cel bogat) vorbea mult” adjectivele sunt la nominativ, dar la forma nedefinită au desinența zero, iar la cea definită – desinența -i.
Tot în aceste limbi, acuzativul singular al substantivelor masculine nume de animate este identic cu genitivul lor [ex. majstora „pe (un) meșter”], în timp ce acuzativul singular al masculinelor nume de inanimate este la fel cu nominativul, ex. odmor „odihnă, odihna”.

## Funcții ale cazurilor
În general, cazurile au câte o funcție de bază, dar nu unică, putând fi diferențe între limbi când este vorba de cazul ce exprimă o anumită funcție.
Exemple cu funcțiile de bază ale principalelor cazuri:
- nominativul – subiect:
  - ro  Un greier răgușit cânta în sobă (Mihai Eminescu)[17];
  - cnr  Ko je prvi došao? „Cine a sosit primul?”[13];
  - hu  A könyv új „Cartea este nouă”[18];
- genitivul – atribut:
  - ro  cadrul albastru al ferestrei (Mihail Sadoveanu)[17];
  - la  memoria rerum „memoria lucrurilor”[2];
  - hr  Kaput tvoga brata visi u hodniku „Paltonul fratelui tău este atârnat pe coridor”[19];
- dativul – complement indirect de atribuire[20]:
  - ro  Spui munților durerea / Prin jalnice cântări (George Coșbuc)[17];
  - sr  Ne prija mi sladoled „Nu-mi priește înghețata”[21];
  - hu  Adtam Gábornak egy könyvet „I-am dat o carte lui Gábor”[18];
- acuzativul – complement direct:
  - ro  A găsit pe urmă satul, / Pe țăran el l-a găsit (Coșbuc)[17];
  - cnr  Komšija prodaje kuću „Vecinul vinde casa”[22];
  - hu  Hívja a kutyáját „Își cheamă câinele”[18];
- vocativul – adresare directă (funcție nesintactică):
  - ro  Măi, Ioane, mă auzi?[23];
  - hr  Ne boj se, striče „Nu te teme, unchiule”[24].

Exemple cu unele funcții secundare ale acestor cazuri:
- nominativul:
  - nume predicativ: ro  Dealu-ntreg e un mormânt (Coșbuc)[17];
  - apoziție: cnr  Ovo je Petar, naš komšija „Acesta e Petar, vecinul nostru”[25];
  - complement circumstanțial de timp: hu  Egész este szórakozik „Se distrează toată seara”[18];
- genitivul:
  - complement circumstanțial de cauză: ro  Din cauza muntelui, s-a întunecat de tot (Camil Petrescu)[17];
  - complement direct: sr  Imate li vremena? „Aveți timp?”[21];
- dativul:
  - complement circumstanțial instrumental: ro  Am ajuns la timp datorită prietenilor[17];
  - complement circumstanțial de loc: hr  Približio se gradu „S-a apropiat de oraș”[26];
  - complement circumstanțial de scop: hu  Jó lesz titkárnőnek „Va fi bună de secretară”[18];
- acuzativul:
  - atribut: ro  În țara mea dulce sunt drumuri de flori (Vasile Alecsandri)[17];
  - complement de loc: sr  Izašli su pred kuću „Au ieșit în fața casei”[27];
  - complement circumstanțial de mod de măsură: hu  Sokat utazik „Călătorește mult”[18].

În afară de aceste cazuri, majoritatea limbilor slave mai au și:
- instrumentalul, caz cu funcțiile principale de complement circumstanțial instrumental [ex. cnr  putovati vozom „a călători cu trenul”] și de complement circumstanțial sociativ: cnr  S njima još nijesmo razgovarali „Cu ei încă n-am discutat”[28];
- locativul, cu funcția principală de complement circumstanțial de loc subordonat verbelor care nu exprimă deplasare spre sau dinspre locul respectiv: sr  Sreli smo se u parku „Ne-am întâlnit în parc”[29].

Limbii maghiare îi lipsește vocativul, locativul și, dacă i se atribuie numai 18 cazuri, genitivul, în schimb mai are până la 18, în primul rând cazurile (cu desinențele în litere aldine):
- cauzal-final: Péter életét áldozza a hazájáért „Péter își sacrifică viața pentru patrie”;
- translativ-factitiv: A must borrá válik „Mustul devine vin”;
- terminativ: A telek a partig nyúlik „Terenul se întinde până la mal”;
- formativ: Péter tanárként dolgozik „Péter lucrează ca profesor”;
- esiv-formal: Péter Annát társul fogadja „Péter o ia pe Anna drept parteneră”.

Maghiara mai are încă nouă cazuri având funcția principală de a exprima complemente de loc, fiecare cu altă nuanță de sens. Aceste cazuri se diferențiază mai întâi după caracterul locului (interior, suprafață, proximitate), și, în cadrul fiecărui fel de loc, se deosebesc după cum locul respectiv este unul în care se întâmplă ceva, unul spre care se efectuează o deplasare și unul dinspre care se efectuează o deplasare:
| Întrebare | Interior | Interior                        | Suprafață | Suprafață                           | Proximitate | Proximitate                    |
| Întrebare | Caz      | Exemplu                         | Caz       | Exemplu                             | Caz         | Exemplu                        |
| --------- | -------- | ------------------------------- | --------- | ----------------------------------- | ----------- | ------------------------------ |
| Unde?     | inesiv   | a házban van „este în casă”     | superesiv | a házon van „este pe casă”          | adesiv      | a háznál van „este la casă”    |
| Încotro?  | ilativ   | bemegy a házba „intră în casă”  | sublativ  | felmegy a házra „urcă pe casă”      | alativ      | a házhoz megy „merge la casă”  |
| De unde?  | elativ   | kimegy a házból „iese din casă” | delativ   | lejön a házról „coboară de pe casă” | ablativ     | a háztól jön „vine de la casă” |

Ce caz anume se folosește depinde în primul rând de funcția care se dorește a fi exprimată, iar în cazul părților de propoziție subordonate depinde și de natura cuvântului regent sau/și de cea a prepoziției (în unele limbi) ori a postpoziției (în alte limbi, precum maghiara) cu care se utilizează eventual. În acest sens se vorbește despre regimul cazual al verbelor, care depinde de conținutul lor lexical, și despre regimul prepozițiilor/postpozițiilor, care depinde de ce raport exprimă. De exemplu, complement direct poate avea numai un verb numit tranzitiv, și, în unele limbi, acest complement poate fi numai la cazul acuzativ, dacă este o parte de vorbire nominală, bunăoară în maghiară.
În unele limbi, o anume prepoziție sau postpoziție cere un anumit caz. De pildă, în română, majoritatea prepozițiilor cer cazul acuzativ (lângă foc, pentru tine), câteva prepoziții și majoritatea locuțiunilor prepoziționale cer genitivul (contra inundațiilor, împrejurul turnului, în fața coloanei), iar câteva prepoziții cer dativul: potrivit datelor, grație ajutorului, contrar părerii. În maghiară, în gramaticile căreia orice cuvânt parte de vorbire nominală cu desinența zero se consideră a fi la nominativ, majoritatea postpozițiilor se folosesc cu acest caz (Az asztal alá bújik „Se ascunde sub scaun”), dar unele cer alt caz: Egész télen át táncolt „A dansat toată iarna” (superesiv), a közhiedelemmel ellentétben „contrar credinței generale” (instrumental) etc.
Și în limbile slave sunt prepoziții care cer numai un caz, dar sunt și unele care se folosesc cu două, și altele cu trei. Bunăoară, în diasistemul slav de centru-sud, prepoziția u se întâlnește cu cazurile:
- genitiv: U Milice duge trepavice „Milica are gene lungi” (literal „La Milica gene lungi”);
- acuzativ, în complementul de loc subordonat unui verb care exprimă deplasare spre locul respectiv: Idemo u šumu „Mergem în pădure”;
- locativ, în complementul de loc subordonat unui verb care nu exprimă deplasare spre sau dinspre locul respectiv: U šumi se čuje cvrkut ptica „În pădure se aude ciripitul păsărilor”.